# 北澤利男
北澤利男（きたざわ としお、1917年1月29日 - 1997年3月3日）は、日本の実業家。キッツ（旧北沢バルブ）の創業者。勲三等珠宝章。長野県諏訪市出身。

## 人物
東洋バルヴ創業者北澤國男の長男として生まれる。
旧制長野工業専門学校卒業。
1951年北澤製作所設立。(1962年北澤バルブ、1975年北沢バルブと社名変更。1992年現社名キッツに変更。)
1974年に私費を投じて、奨学のための育英事業を行う財団公益財団法人、北澤育英会を設立。
1983年北澤美術館、開館。
利男が長年にわたって収集した美術コレクションを一般に公開し、地域文化の向上に寄与する為に設立した公益財団法人によって運営されている。
1987年産業界での功績に対し 勲三等瑞宝章を叙勲。
1997年3月3日急性肺炎のため80歳で死去。
1998年彫刻家、圓鍔勝三制作、題字、文化功労者、青山杉雨の書・北澤利男の像が諏訪の北澤美術館とキッツ工場敷地内と千葉の幕張メッセの本社ビルに設置された。

## 親族
- 父親・北澤國男：東洋バルヴ創業者、勲三等珠宝章。
- 婚外従弟・中野雅晴：カーレーサー。
- 婚外従弟・岡野或男：旧ルネ・ラリック美術館（現在のSUWAガラスの里）の創設者、北澤美術館副理事長。
- 次女婿・清水雄輔：キッツ名誉最高顧問、北澤美術館館長、北澤育英会理事長。